# Москвина, Екатерина Петровна
Екатерина Петровна Москвина, в девичестве — Лебеденко (1927 год, село Талды-Курган, Талды-Курганский уезд, Джетысуйская губерния, Казахская АССР — 27 марта 2006 года, Подольск, Московская область) — рабочая Ингирского совхоза имени Берия Министерства сельcкого хозяйства СССР, Зугдидский район, Грузинская ССР. Герой Социалистического Труда (1949).

## Биография
Родилась в 1927 году в крестьянской семье в селе Талды-Курган (сегодня — город) Джесытуйской губернии. В послевоенное время трудилась рабочей Ингирского совхоза имени Берия Зугдидского района (сегодня — Зугдидский муниципалитет), директором которого был Александр Теймуразович Цхадая.
В 1948 году собрала в среднем с каждого гектара по 6008 килограмм сортового зелёного чайного листа на участке площадью 0,5 гектара. Указом Президиума Верховного Совета СССР от 5 июля 1949 года удостоена звания Героя Социалистического Труда за «получение высоких урожаев сортового зелёного чайного листа и цитрусовых плодов в 1948 году» с вручением ордена Ленина и золотой медали «Серп и Молот».
Этим же Указом званием Героя Социалистического Труда была награждена труженица колхоза имени Берия Надежда Архиповна Юрченко.
За выдающиеся трудовые достижения по итогам 1949 года была награждена вторым Орденом Ленина.
В последующие годы переехала в Подольск Московской области. Умерла в марте 2006 года.
Награды
- Герой Социалистического Труда
- Орден Ленина — дважды (1949; 31.07.1950)